# Profesión de fe del vicario saboyano
La Profesión de fe del Vicario Saboyano (La Profession de foi du vicaire savoyard) es una parte muy conocida (en el libro IV) de la novela del filósofo ginebrino Jean-Jacques Rousseau Emilio o De la educación (1762), porque expone en ella sus ideas sobre toda religión. Se trata en cierta manera de un ensayo autónomo y se libra a una crítica de la Iglesia como institución, del dogmatismo y de la heteronomía.

## Contenido
Para Rousseau la única religión verdadera es una religión natural o religión civil, su propia versión del deísmo ilustrado, que solo cuenta con tres artículos de fe:
- 1 “Todo movimiento que no está producido por otro, no puede proceder sino de un acto espontáneo, voluntario; los cuerpos inanimados no actúan por el movimiento y no existe verdadera acción sin voluntad. Tenemos aquí mi primer principio: creo por tanto que una voluntad mueve el universo y anima la naturaleza. Este es mi primer dogma o mi primer artículo de fe”.
- 2. "“Yo comprendo que el mecanismo del mundo puede no ser inteligible al espíritu humano; pero tan pronto como un hombre se dedica a explicarlo, debe decir cosas que los hombres comprendan. Si la materia móvil me muestra una voluntad, la materia móvil según determinadas leyes me presenta una inteligencia: este es mi segundo artículo o dogma de fe. Obrar, comparar, escoger, son las operaciones de un ser activo y pensante: por tanto este ser existe.”
- 3.  "O no existe primer impulso, o todo primer impulso carece de causa anterior y no existe verdadera voluntad sin libertad. El hombre es, pues, libre en sus acciones, y, como tal, animado de una sustancia inmaterial. Este es mi tercer artículo o dogma de fe.“[2]

Rousseau afirma que en el hombre el sentimiento es anterior a la inteligencia y es lo que nos hace verdaderamente humanos. y rechaza toda institución religiosa o "religión confesional", que sólo sirve como máscara interesada para la salvaguarda de la hipocresía: «Todo lo que yo siento que es bueno, es bueno; todo lo que yo siento que es malo, es malo. El mejor de todos los casuistas es la conciencia». Y en otro lugar de la misma obra:
¡Conciencia, conciencia! ¡Instinto divino, inmortal y celeste voz! Guía segura de un ser ignorante y limitado, aunque inteligente y libre; juez infalible del bien y del mal que hace al hombre semejante a Dios… Sin ti nada siento en mí que me eleve por encima de los animales a no ser el triste privilegio de perderme de error en error ayudado por un entendimiento sin reglas y una razón sin principios.
Rousseau, pues, cree que el hombre que no debe fiarse del entendimiento ni de la razón y debe refugiarse en su interior, donde halla la conciencia que lo asemeja a Dios. Y en la conciencia habitan los sentimientos más personales, más íntimos e individuales. Ese sentimiento justifica una religión natural que todo hombre alberga en su corazón y que es la única que todo hombre debe obedecer: las religiones positivas son para Rousseau todas ellas falsas, son un producto posterior: “Jamás concebiré que lo que todo hombre está obligado a saber esté encerrado en unos libros”  Por dos motivos, uno porque muchos no saben leer y otro porque las lenguas en los que están escritos ya no se entienden hoy. De paso alude Rousseau a que no le valen las traducciones porque nunca son del todo fiables. E incluso se pregunta para qué Dios ha de complicarlo tanto pudiendo hablarle al hombre a su corazón. Por eso, la religión natural sería la única que Dios ha infundido a todos los hombres en el fondo de su conciencia. Las religiones falsamente “reveladas”, según él, encierran demasiadas diferencias entre sí y son excesivamente complicadas para algunas conciencias, como para aspirar a ser verdaderas. Según Rousseau, para llegar a todos, Dios utilizaría la inspiración general al corazón de los hombres siempre en el silencio de las pasiones, y en el fondo de la conciencia. Todo hombre sería capaz de oír la voz de Dios y seguirla. No rechaza completamente las religiones reveladas, sino que las relativiza, porque es más esencial que ellas la religión del corazón, la religión natural. No escatima elogios al evangelio, pero rechazando todos los milagros por irracionales, y propone un tipo de religión "civil".
La religión es el fundamento de la moral y es en el mérito moral donde debe probarse su eficacia. De este modo, los verdaderos actos religiosos son los actos moralmente virtuosos, por lo que resultan indiferentes los contenidos religiosos que no tengan consecuencias para la práctica moral. De ese modo Rosseau pone las bases para la «teología moral» de Immanuel Kant.

## Consecuencias
Este pequeño ensayo pretendía fijar la posición de Rousseau respecto al catolicismo, el protestantismo y el ateísmo de los enciclopedistas encerrando las reflexiones directas o indirectas de más de una década del pensamiento religioso de Rousseau, pero no contentó a ninguna de esas corrientes: Denis Diderot, Voltaire y Grimm entre otros, lo acusaron de traidor y fue perseguido por la Iglesia católica y, si bien no arremete tan fuertemente contra el protestantismo como lo hace con el catolicismo, también fue objeto de indignación por parte de algunos fieles protestantes. De algún modo Rousseau fue un chivo expiatorio para acallar las revueltas intelectuales en materia religiosa de la Europa de 1762.

## Interpretaciones
Para Fernando Bahr, el vicario parte del escepticismo para delimitar su postura religiosa y distingue con claridad dos tipos de escepticismo. El primero, es el que el vicario llama inicialmente “escepticismo de sistema” y luego “pirronismo”, sólo puede ser aceptado, como dijimos, en tanto “crisis”; el segundo es el que llama "esepticismo involuntario". Luego encuentra semejanzas entre La profesión de fe y el tratado De la sagesse de Pierre Charron, que a su juicio constituye un precedente importante del vínculo entre examen escéptico y recuperación de la «voz natural» que establece el vicario.

## Ediciones
- Jean-Jacques Rousseau, Profesión de fe del vicario saboyano. Introducción de Ignacio Izuzquiza, traducción de Mauro Armiño. Madrid: Alianza Editorial, 1998.
- Jean-Jacques Rousseau, Profesión de fe del vicario saboyano y otros escritos complementarios Traducción, introducción y notas de Antonio Pintor-Ramos. Madrid: Ediciones Trotta, 2007.